# Xian de Dazhu
Le xian de Dazhu (大竹县 ; pinyin : Dàzhú Xiàn) est un district administratif de la province du Sichuan en Chine. Il est placé sous la juridiction de la ville-préfecture de Dazhou.

## Démographie
La population du district était de 1 029 068 habitants en 1999.